# Santé au Bénin

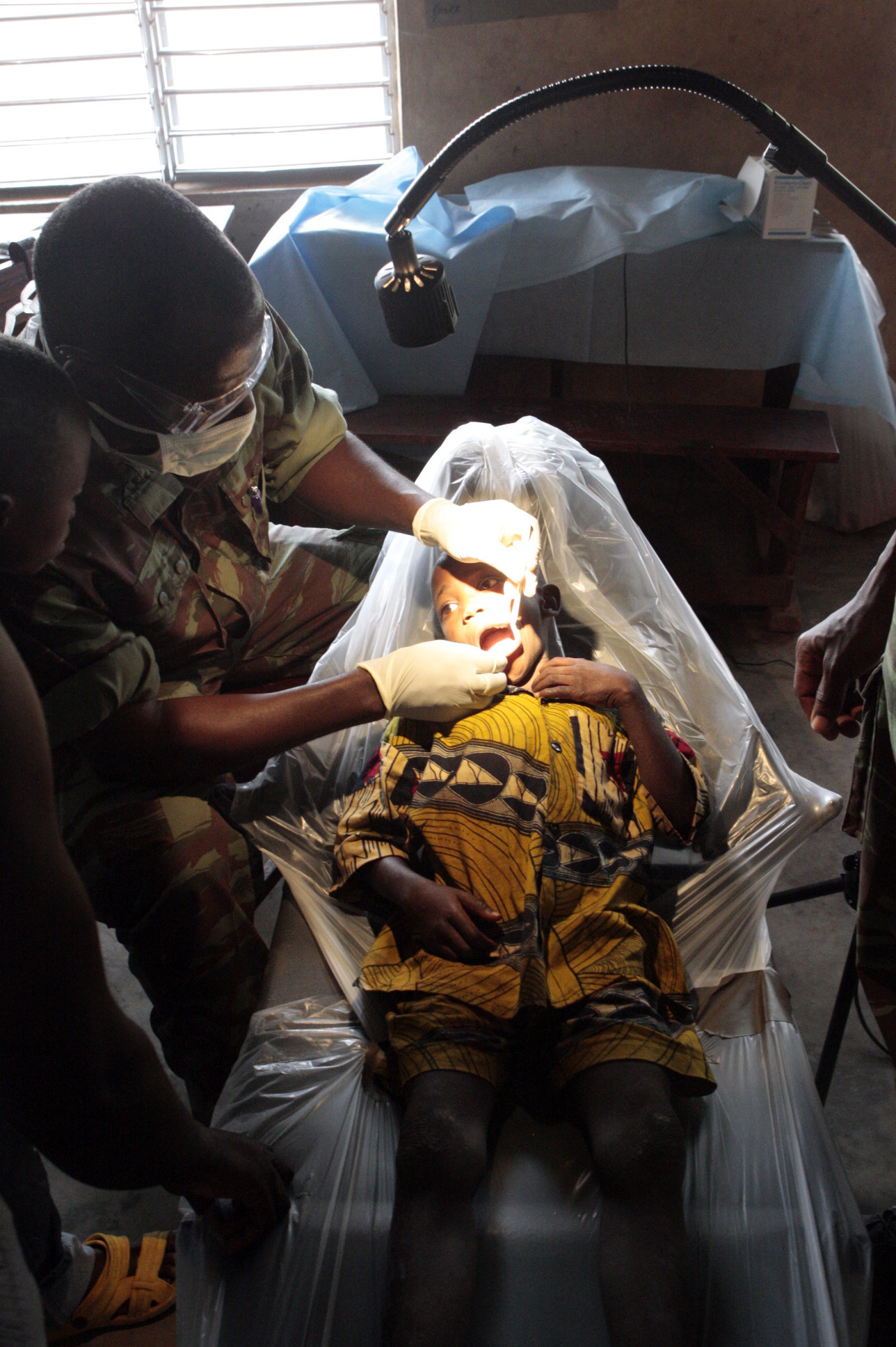
Un dentiste militaire béninois en exercice.

La santé au Bénin est marquée par de grandes inégalités d'accès aux services de santé, et par l'inaccessibilité d'une large partie de la population à une protection sociale de santé. 
C'est le ministère de la santé qui est chargé de mettre en œuvre la politique du gouvernement dans le domaine de la santé publique. Le Bénin compte cinq hôpitaux nationaux, dont le Centre hospitalier et universitaire de la mère et de l'enfant lagune de Cotonou, le Centre national hospitalier et universitaire Hubert Koutoukou Maga et le Centre hospitalier universitaire de Parakou.

## Histoire
En 1995, une table ronde est organisée par le ministère de la santé du Bénin, et met en place des plans quinquennaux de santé. En 2009 est adopté le premier Plan national de développement sanitaire, qui doit durer jusqu'à 2018.
En 2013, le gouvernement béninois accueille l'ONG danoise Global Medical Aid pour une coopération visant à équiper les hôpitaux et centres de santé du Bénin. Le budget santé représente alors 6 % du PIB du pays, ce qui équivaut à 5,65 USD par habitant.

## Contexte
Comme dans tous les pays du continent africain, de nombreuses maladies sont présentes. Le paludisme représente environ 20 % des causes d'hospitalisation au Bénin. Les autres maladies courantes sont liées à la malnutrition et à des diarrhées.

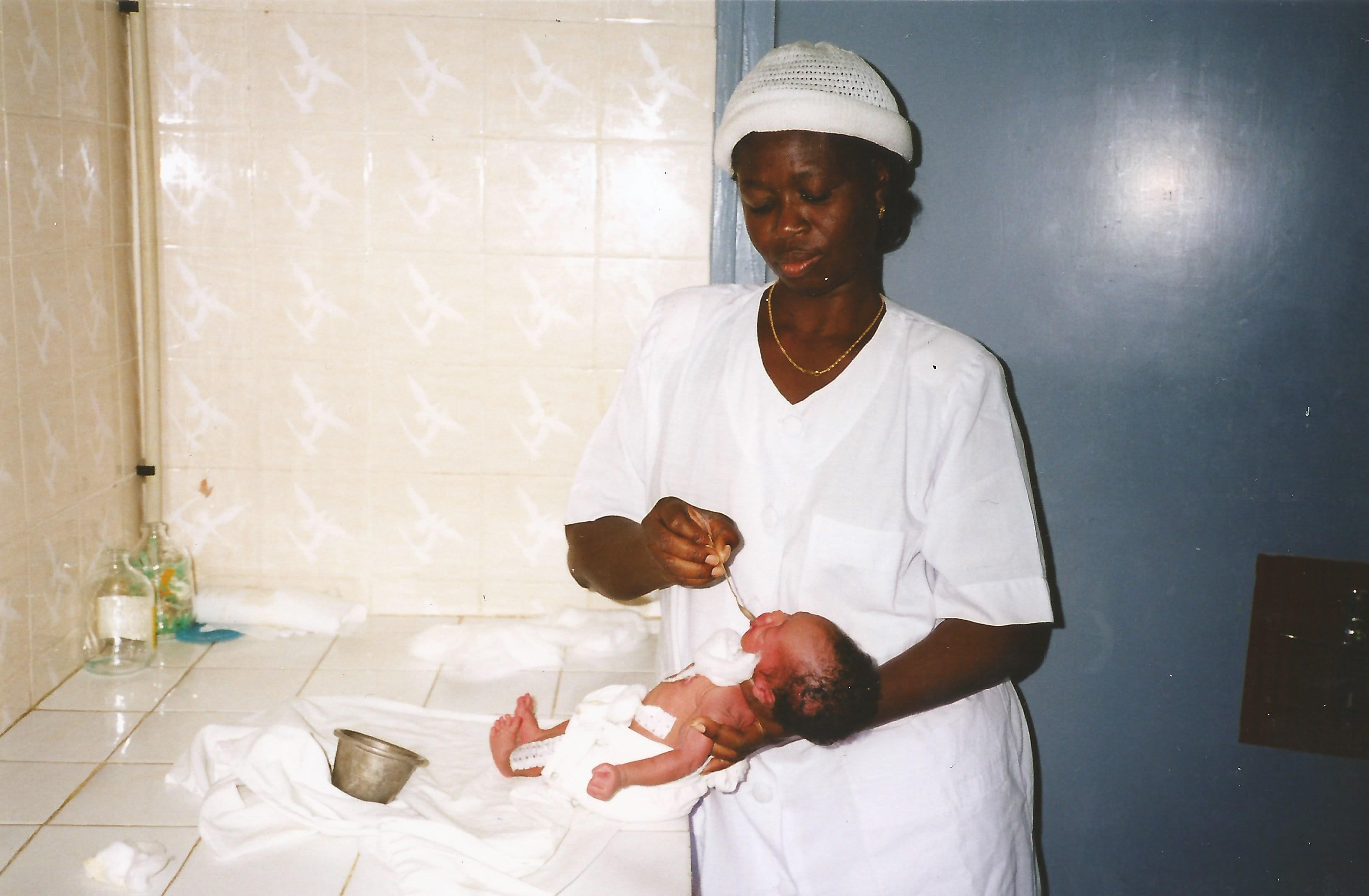
Alimentation d'un nouveau-né à la Maternité de la Lagune (été 1999)

Si 90 % des mères peuvent acccoucher en étant prises en charge par des médecins, en raison de l'inaccessibilité de lieux de soin, la plupart des accouchements en milieu rural ont lieu à domicile. 

## Lieux de soins

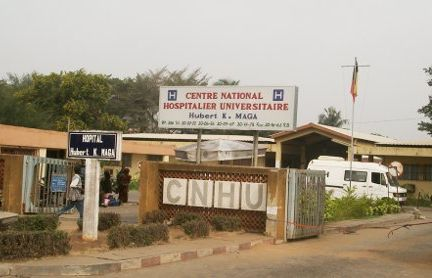
Entrée du centre national hospitalier et universitaire Hubert Koutoukou Maga.

Les hôpitaux du Bénins sont classés en trois niveaux : national, départemental (ou intermédiaire) et périphériques. Le Bénin compte en 2013 cinq hôpitaux nationaux, dont trois ont une spécialité (Centre hospitalier et universitaire de la mère et de l'enfant lagune de Cotonou, pneumo-physiologie et psychiatrie). Les deux autres sont le Centre hospitalier universitaire de Parakou et le Centre national hospitalier et universitaire Hubert Koutoukou Maga. Environ la moitié des hôpitaux béninois sont privés, en particulier catholiques ou protestants.

## Protection sociale
Le Bénin fait face à une crise de la protection sociale, qui a conduit à privilégier la souscription à « de micro-assurance santé ». En 2013, les achats de médicaments sont entièrement à la charge des patients. 
En 2017, une enquête de l'Organisation Internationale du Travail montre que 90 % de la population béninoise n'a pas accès à une protection sociale de santé. 
La protection sociale reste de fait inaccessible aux Béninois les plus défavorisés, notamment dans le Nord-Bénin. Il existe aussi une croyance culturelle qui veut que verser des primes aux mutuelles de santé puisse attirer le mauvais œil. Fortuné Gbètoho et son équipe de chercheurs recommandent en 2018 de rendre l'adhésion obligatoire.